# Рой, Шезад
Шезад Рой (англ. Shehzad Roy, урду شہزاد روئے) — певец из Карачи, Пакистан. Выпустил 6 альбомов, включая «Qismat Apney Haath Mein» («Судьба в ваших руках»). Является президентом и основателем Zindagi Trust, некоммерческой благотворительной организации, которая стремится дать образование непривилегированным детям Пакистана. В июне 2004 Рой стал одним из самых молодых лауреатов премии Tamgha-e-Imtiaz, одной из самых высших Гражданских наград, присуждаемых в Пакистане за большой вклад в служении человечеству. За участие его организации в реабилитации после землетрясения в Кашмире, он был награждён премией Sitara-e-Eisaar. Он также был избран факелоносцем в эстафете Олимпийского Огня 2008 года как гордость Пакистана. В Чикаго в 2008 ему была присуждена премия Patricia Blunt Koldyke Fellowship за успехи в социальном предпринимательстве.

## Биография
Рой родился в мусульманской семье в Карачи в Пакистане. Его музыкальный дебют состоялся в 1995 году с выходом его первого альбома Zindagi («Жизнь»). В то время он ещё был в 11 классе. И хотя Рой собирался получить степень бакалавра Коммерции, он понимал, что его дальнейшая карьера будет связана с музыкой. С раннего возраста его поражали огромные классовые различия в пакистанском обществе. Когда его родственники приезжали из-за границы, они спрашивали его, почему дети на улице, а не в школе. Рой не знал, что им ответить. Ему было больно видеть этих маленьких детей, у которых не было будущего и никогда не будет возможности вырваться из бедности. Намереваясь помочь этим детям, он основал неправительственную организацию Zindagi Trust в 2002 году. Цель организации — дать возможность непривилегированным детям Пакистана получать качественное образование.

## Zindagi Trust
Рой посвятил свою жизнь развитию Zindagi Trust, некоммерческой организации основанной в 2002 году, призванное помогать непривилегированным детям Пакистана. Он использует доходы с концертов как капитал для проведения различных операций организации.
10,5 миллионов детей в Пакистане в настоящее время работают на фабриках, в надомном производстве или как продавцы на улицах для поддержки своих семей и лишены возможности получать образование. В возрасте 25 лет, в 2002 году, Рой стал основателем принципа «Мне оплачено обучение», который дает дает возможность детям-рабочим обучаться в учебных заведениях Zindagi Trust c материальным возмещением. Профессионально ориентированные и практические методы обучения наряду с другими стимулами для детей получать образование, сделали организацию Zindagi Trust жизнеспособным решением пакистанской городской безграмотности. Рой основал 35 учебных заведений, в которых обучается 3000 детей из наиболее бедных районов Пакистана.
Хотя программа имела большой успех, Рой осознавал, что инициативы «Мне оплачено обучение» не достаточно для обучения масс. Из почти 28 миллионов детей, обучающихся сейчас в школе, около 19 миллионов, или две трети, посещают общественные школы. К сожалению, система обучения в этих школах находится в упадке. Она основывается на механической зубрежке, жульничестве и многих других пороках. В настоящее время, все общественные школы должны использовать государственные учебники, устаревшие на несколько десятилетий. Это скучные книги с непривлекательными схемами, поощряющие тупое запоминание. Так что даже после 10 лет обучения в общественной школе у учащихся не образуется навыков критического мышления и часто они не могут написать письмо на чистом урду, их родном языке.
«Все беспокоятся о миллионах детей, не ходящих в школу»,- говорит Рой,- «но я так же беспокоюсь о миллионах детей, ходящих в общеобразовательные школы». В 2006, Рой стал защитником права на качественное государственное образование для всех в Пакистане. Zindagi Trust совместно с Bookgroup добились управления над SMB Fatima Jinnah Girls Government School в Карачи от государства. Целью Роя было превратить эту общественную школу в образцовую, чтобы затем подтолкнуть правительство к преобразованию всех общественных школ в Пакистане подобно SMB Fatima Jinnah Girls Government School.
Хотя общественная школа SMB Fatima Jinnah Girls Government School называлась в городе лучшей, она была в ужасном состоянии. Территория школы сдавалась в аренду по вечерам для частных вечеринок и для других мероприятий. Остатки еды привлекали то собак, то грызунов. Когда сотрудники Zindagi Trust впервые пришли делать проверку в школе, они обнаружили разлагающееся тело собаки в комнате детского сада. Водопроводные линии школы были смешаны с канализационными линиями. Повсюду были груды мусора, и некоторые стены были готовы обвалиться. Рой не только восстановил школе приличный вид, но также создал в школе библиотеку, столовую, компьютерный класс, кабинет школьного врача, аудио-видео класс и др., которых до этого в школе не было.
Вы можете посмотреть фотографии школы «До» и «После».
Роя критиковали за попытки привести устаревшие учебные программы к стандартам XXI века. «Попытки изменить сознание людей — наиболее изнуряющая задача»,- говорит Рой, — «и поэтому мы должны сразиться с силами, которые слишком удовлетворены сложившейся ситуацией». Впервые в истории Пакистана организация Zindagi Trust заменила устаревшие государственные учебники высокохудожественными учебниками, развивающими самостоятельное мышление. Ею были введены новые учебные дисциплины, такие как искусство, фотография, катание на роликовых коньках, призванные выявить личные таланты учащихся, которые теперь принимают участие в спортивных соревнованиях и художественных конкурсах и выигрывают в борьбе против лучших частных школ.
Учителя этой общественной школы стали лучше выполнять свою работу. Учителя, которые раньше каждый день опаздывали к началу занятий, теперь хорошо готовятся к урокам и интересуются деятельностью своих учеников. Заметные изменения появились в результатах тестов учащихся и их способности критически мыслить. Успех школы заставил многих в Пакистане задуматься над тем, что будущее Пакистана лежит в умелых руках молодого поколения таких филантропов как Рой. C помощью Zindagi Trust было показано как должна в норме работать общественная школа.

## Музыкальная карьера
В 2005 Рой исполнил песню Jinna Kar Loge Pyar совместно с индийским певцом Sukhbir. Брайан Адамс, по приглашению Шезада Роя, первым из западных артистов после 11 сентября выступил на благотворительном концерте в помощь жертвам землетрясения в октябре 2005. Брайан Адамс отметил усилия Роя, проделанные им в области образования, заметив также, что если бывает нужно вдохновение, чтобы писать песни, то в Пакистане его предостаточно.
В то время как росли достижения Роя в гуманитарной деятельности, менялись и его песни. Сначала это были в основном романтические произведения, от которых Рой перешёл песням, затрагивающим социальные вопросы. В 2007 Шезад Рой совместно с Абидой Парвин (Abida Parveen), которая до то момента, как и Шезад Рой, раньше никогда не принимала участие в проектах с другими музыкантами, выпустил песню Aao de dein inhein zindagi и клип к ней. Лейтмотив песни — Равенство в Обучении, как и во многих других начинаниях Роя. В этой песне в основном поет Абида, которая, по словам Роя, придала потрясающий душевный настрой песне. Рой спел в песне только заглавную строчку Aao de dein inhein zindagi (Подарите им жизнь). Клип Aao de dein inhein zindagi Описание съемок клипа (недоступная ссылка)
В 2008, Рой произвел фурор с выходом провокационного альбома Qismet Hain Apnay Haath Mein (Судьба в Ваших руках), который он представил в Центральной тюрьме Карачи для несовершеннолетних (the Karachi Juvenile Prison at Central Jail). Он подчеркнул необходимость реорганизовать пакистанскую судебную систему, которая не принимает во внимание убогие условия содержания многих заключенных, значительная часть которых провела многие годы в тюрьме исключительно в ожидании судебного решения.

## Qismat Apney Haath Mein 2008 года
В настоящее время многие пакистанские музыканты избегают тем, связанных с социально-политическими вопросами, но Шезад Рой после выхода заводной песни Saali решил выпустить альбом, который был бы чем-то большим, чем ещё один значительный удар по существующей элитарной верхушке нации.
Альбом Qismet Apnay Haath Mein был широко разрекламирован, несмотря на провокационное содержание песен. Одна из песен альбома, Laga Reh, является резким комментарием к тому, как развивается пакистанская нация. Песня поётся в привычной для Шезада Роя манере с использованием большого количества заводных гитарных риффов с ударными из стиля бхангра (тип танцевальной музыки, соединяющий традиционную музыку Панджаба с западными стилями, такими как регги и джангл).
Музыка Шезада Роя на социальные и политические сильно отличается от музыки, например, Rage Against the Machine. Тексты его песен полны умело подобранных саркастических высказываний, не представляя собой прямой атаки на действующие институты власти, что ярко выражается в заглавной песне альбома Qismet Apnay Haath Mein.

## Болливуд
Песня Шезада Роя «Bullshit» звучит в конце фильма Акшая Кумара «Khatta Meetha»(«खट्टा मीठा»)(«Кислое и сладкое»). Песня была целиком написана в Пакистане. Фильм же является политической сатирой, обнажающей коррупцию в Индийской бюрократической системе. Акшай познакомился с Шезадом, когда искал песню к своему фильму. Акшая заинтересовали политические песни Роя «Laga Reh» и «Qismat Apney Haath Mein», тогда Акшай попросил Роя написать оригинальную песню на ту же тематику.

## Альбомы
- Zindagi (1995)
- Darshan (1997)
- Teri Soorat(1999)
- Rab Jaanay (2002)
- Buri Baat Hai (2005)
- Qismat Apney Haath Mein (2008)
- Khatta Meetha OST (2010)

## Награды и признания
- 1999 Ptv World Awards- Best Pop singer
- 2003 1st Indus Music Awards- Best Male Artist
- 2004 Tamgha-e-Imtiaz
- 2005 Indus Music Video Awards- Best Performer in a Video (Saali)
- 2006 Sitara-e-Eisaar
- 2006 Indus Style Awards- Best Stylish Song
- 2006 3rd Indus Music Awards- Best Pop Song (Saali)
- 2006 3rd Indus Music Awards- Best patriotic song (Hum Aik Hain)
- 2008 Torch Bearer for 2008 Beijing Olympics
- 2008 Mtv Style Awards- Best video (laga reh)
- 2009 Mtv Music Awards- Best lyrics (laga reh), Best pop song (laga reh)
- 2009 http://archives.dawn.com/archives/110130